# Рачунарски инжењеринг
Рачунарски инжењеринг је дисциплина која обједињује неколико области електротехнике и рачунарства потребне за развој рачунарског хардвера и софтвера. Рачунарски инжењеринг обично има обуку у електронском инжењерству (или електротехника), дизајну софтвера, и хардвер-софтвер интеграцији уместо само софтверском инжењерству или електротехници. Рачунарски инжењери су укључени у многим хардверским и софтверским аспекатима рачунарства, од дизајна појединца микроконтролера, микропроцесора, личних рачунара, и суперрачунара, до дизајна кола. Ово поље инжењеринга не само да фокусира на то како сами рачунарски системи раде, него и како се интегришу у већу слику.
Уобичајени задаци који се односе на рачунарске инжењере укључују писање софтвера и фирмвера за уграђене микроконтролере, пројектовање  VLSI чипова, пројектовање аналогних сензора, пројектовање измешаних сигнала штампаних плоча, и пројектовање оперативног система. Рачунарски инжењери су такође погодни за истраживања роботике, која се ослања у великој мери на употребу дигиталних система за контролу и надзор електричних система као што су мотори, комуникација, и сензори.
У многим институцијама, рачунарски инжењерски студенти могу да бирају области у детаљној студији у њиховој јуниорској и сениорској  години, јер пуна ширина знања се користи у изради и примени рачунара ван домашаја једне дипломе. Друге институције могу захтевати од инжењеринга студената да заврше једну годину главног инжењеринга пре проглашења рачунарског инжењеринга као свој примарни фокус.

## Историја
Први рачунарскo-инжењерски програм у Сједињеним Државама је основан на Case Western Reserve University 1972. године. 
Од 2015. године, било је 238 АБЕТ акредитованих рачунарских инжењерских програма у САД. У Европи, акредитација рачунарске инжењерске школе врши се различитим агенцијама дела EQANIE мреже. Због повећања захтева за запошљавање инжењера који истовремено могу да пројектују хардвер, софтвер, фирмваре, и управљати свим облицима рачунарских система који се користе у индустрији, неке терцијарне установе широм света нуде диплому генерално под називом рачунарски инжењер. И у рачунарском инжењерингу и електронском инжењерингу програми обухватају аналогни и дигитални дизајн кола у своје наставне планове. Као и код већине инжењерских дисциплина, има солидно знање математике и науке које је неопходно за рачунарске инжењере.

## Рад
Постоје две главне специјалности у рачунарској техници: софтвер и хардвер.

### Рачунарски софтвер инжењеринг
Рачунарски софтверски инжењери развијају, дизајн, и тест софтвера. Неки софтверски инжењери дизајнирају, изграђују и одржавају рачунарске програме за предузећа. Неки подешавају мреже као што су "Intranet" за предузећа. Други или инсталирајју нови софтвер или надоградњу рачунарских система. Рачунарски софтверски инжењери могу да раде у дизајну апликација. Ово укључује пројектовање и кодирање нових програма и апликација да задовоље потребе пословања или појединца. Рачунарски софтверски инжењери могу да раде као хонорарци и продају своје софтверске производе / апликације на предузећа / лица.

### Рачунарски хардвер инжењеринг
Већина истраживања рачунарских хардвер инжењера, развој, пројектовање и тестирање разне рачунарске опреме. То може да варира од плоче и микропроцесора до рутера. Нека постојећа ажурирања рачунарске опреме да буде ефикаснији  рад са новим софтвером. Већина рачунарских хардвер инжењера раде у истраживачким лабораторијама и high-tech производних предузећа. Неки раде и за федералну владу. Према БЛС, 95% од рачунарских хардвер инжењера раде у градским областима. Они углавном раде пуно радно време. За око 33% њиховог рада потребно је више од 40 сати недељно. Средња плата за запослене квалификоване рачунарске хардверске инжењере (2012) била је $ 100.920 годишње или $ 48.52 на сат. Рачунарски хардвер инжењери одржавају 83,300 радних места у 2012. години. 

## Специјална подручја
Постоје многе специјалне области у области рачунарске технике.

### Кодирање, криптографија, и заштита информација
Рачунарски инжењери раде на кодирању, криптографији, и заштити информација да развију нове методе за заштиту разних информација, као што су дигиталне слике и музика, фрагментација, ауторских права и других облика саботаже. Примери укључују рад на бежичним комуникацијама, мулти-антенски системи, оптички пренос и дигитални водени жиг.

### Комуникације и бежичне мреже
Они који се фокусирају на комуникацију и бежичним мрежама, рад достигнућа у телекомуникационим системима и мрежама (посебно бежичне мреже), модулација и грешке контроле кодирање, и теорије информација. Мрежа дизајна велике брзине, потискивање сметњи и модулација, дизајн и анализа квара система, и складиштење и пренос шеме су сви делови ове специјалности.

### Преводиоци и оперативни системи
Ова специјалност се фокусира на компајлере и пројектовање и развој оперативних система. Инжењери у овој области развијају нови оперативни систем архитектуре, технике анализе програма, као и нове технике како би се уверили у квалитет. Примери рада у овој области подразумева пост линк времена развоја код трансформација алгоритама и нови развој оперативног система. 

### Рачунарска наука и инжењеринг
Рачунарска наука и инжењериинг су релативно нове дисциплине. Према Sloan Career Cornerstone Center, појединци који раде у овој области, "рачунарске методе се примењују на формулисање и решавање комплексних математичких проблема у инжењерингу и физичке и друштвене науке. Примери укључују дизајн авиона, обраду плазми нанометарских функција на полупроводничке плоче , ВЛСИ дизајн кола, системи за детекцију радара, транспорта јона кроз биолошке канале, и још много тога ".

### Рачунарске мреже, мобилно рачунарство, и дистрибуирани системи
У овој дисциплини, инжењери граде интегрисана окружења за рачунарство, комуникације и приступ информацијама. Примери укључују дељење-каналне бежичне мреже, прилагодљиво управљање ресурсима у различитим системима, и побољшање квалитета услуга у мобилним и АТМ окружењу. Неки други примери су рад на системима бежичне мреже и  кластерima жичаних система. 

### Рачунарски системи: архитектура, паралелно процесирање, и поузданост
Инжењери који раде у рачунарским системима раде на истраживачким пројектима који омогућавају поуздане рачунарске системе, сигуране и високих перформанси. Пројекти као што су пројектовање процеса за мулти-проширено и паралелно процесирање су укључени у овој области. Други примери рада у овој области укључују развој нових теорија, алгоритама и других алата који додају перформансу рачунарским системима.

### Рачунарска визија и роботика
У овој дисциплини, рачунарски инжењери се фокусирају на развој визуелно сензорске технологије да осети атмосферу, представљање окружења, и манипулацију животне средине. Окупљене тродимензионалне информације се затим спроводе да обављају различите задатке. Ово укључује, унапређење људских моделирања, слике комуникације и људско рачунарског интерфејса, као и уређаје као што су специјалне намене камера са разноврсним сензорима вида.

### Уграђени системи
Појединци који раде у овој области пројектовања технологије за побољшање брзине, поузданости и перформансе система. Уграђени системи се могу наћи у многим уређајима од малог ФМ радио шатла. Према Sloan Cornerstone Career Center, у току дешавања у уграђеним системима укључују "аутоматизована возила и опрема за обављање трагања и спашавања, аутоматске системе превоза и координацију људског-робота за поправку опреме у простору."

### Интегрисана кола, VLSI дизајн, тестирање и CAD
Ова специјалност рачунарског инжењерства захтева адекватно знање електронике и електричних система. Инжењери који раде у овој области рада на унапређењу брзине, поузданости и енергетске ефикасности следеће генерације веома-великих интегрисаних (ВЛСИ) кола и микросистема. Пример овог специјалитета је урађен на смањењу потрошње енергије у ВЛСИ алгоритмима и архитектуре.

### Сигнал, слика и обрада говора
Рачунарски инжењери у овој области развијају побољшања у људској рачунарској интеракцији, укључујући и препознавање и синтезу говора, медицинска и научна снимања, или комуникационе системе. Други рад у овој области укључује рачунарске визије развоја, као што су признавање људских карактеристика лица.

## Едукација
Већина незахтевних рачунарских инжењерских послова захтевају најмање диплому у рачунарском инжењерингу. Понекад диплома из електротехнике је прихваћена, због сличности два поља. Зато што хардварски инжењери обично раде са рачунарским софтверским системима, позадина у програмирању обично је потребна. Према БЛС, "главни рачунарски инжењеринг је сличан електротехници, али са неким курсевима рачунарске науке додају наставном плану и програму".  Неке велике фирме или специјализовани послови захтевају диплому магистра. Такође је важно за рачунарске инжењере да одрже корак са брзим напретком у технологији. Због тога, многи и даље уче током своје каријере. 

## Изглед посла у Сједињеним Америчким Државама

### Рачунарско софтверско инжењерство
Према подацима америчког бироа за статистику рада (БЛС), "рачунарске апликације софтверских инжењера и рачунарски системи софтверских инжењера су пројектовани да буду међу бржим просечним гајеним занимања од 2012. до 2022. године". BLS rизвештава очекивани раст од 22% за програмере од 2012. до 2022. године(мање од 2010 до 2020 процене од 30%). Поред тога, растућа забринутост због сајбер безбедности додатно ставља рачунарски софтверски инжењеринг високо изнад просечне стопе раста за сва поља. Међутим, неки од радова биће ангажовани у страним земљама. Због тога, раст посла неће бити тако брз као у последњој деценији, као послови који би отишли на рачунарске софтверске инжењере у Сједињеним Америчким Државама, уместо да иду на софтверске инжењере  у земљама као што су Индија.

### Рачунарски инжењеринг хардвера
Према БЛС, "запошљавање рачунарског хардвер инжењера очекује се да ће се повећати само 7% од 2012. до 2022. (" спорији од просека "у њиховим сопственим речима у поређењу са другим занимањима) и доле од 9 одсто у БЛС 2010. до 2020. године проценити. " Данас, рачунарски хардвер је некако једнак  електронском и рачунарском инжењерству (ЕЦЕ) и подељен је на бројне поткатегорије, најзначајнија од њих је уграђен дизајн система

## Слична занимања и области
- Програмирање
- Електротехника
- Развој софтвера
- Системски аналитичар